# 拉佩斯加
拉佩斯加，是西班牙埃斯特雷马杜拉卡塞雷斯省的一个市镇。总面积20平方公里，总人口1180人（2001年），人口密度59人/平方公里。